# Hans Dieter Knebel
Hans Dieter Knebel ist ein deutscher Theatermann und seit 1986 Burgschauspieler, seit 2022 Kammerschauspieler.

## Leben und Werk
Sein erstes Engagement erhielt Knebel 1978 am Schauspielhaus Bochum – als Schauspieler und Regieassistent von Werner Schroeter, Marcel Bluval und Pina Bausch. Diese übertrug ihm auch – in Versuch über Macbeth – die erste Hauptrolle. Von 1979 bis 1981 war er
Mitglied des Wuppertaler Tanztheaters, wirkte in allen laufenden Produktionen mit, übernahm die Rolle des Blaubart im gleichnamigen Stück von Pina Bausch und gastierte mit dem Ensemble in Paris, Berlin und Belgrad, in Südamerika und Israel.

### Schauspielhaus Bochum
1981 kehrte er als Schauspieler ans Schauspielhaus Bochum zurück. Dort spielte er u. a. in Heiner Müller Revolutionsdrama Der Auftrag in der Regie des Autors, die Rolle des Eginhardt in der Claus-Peymann-Inszenierung von Kleists Hermannsschlacht, die auch für das Fernsehen ausgezeichnet wurde, und in der Manfred-Karge-Inszenierung von Südpol. Mit den Bochumern absolvierte Knebel auch zahlreiche Gastspiele, u. a. mit Schillers Räubern beim Pepsico Summer Festival in New York.

### Burgtheater
1986 nahm Peymann den Schauspieler mit nach Wien, seither ist Knebel Mitglied des Burgtheater-Ensembles. Dort spielte er in kleineren und größeren Rollen, u. a. die Titelrolle in Achim Freyers Phaeton-Inszenierung und den Wasserverkäufer in Brechts Der gute Mensch von Sezuan in einer Karge-Inszenierung. Er arbeitete u. a. mit den Regisseuren Peter Zadek, George Tabori, Philip Stemann und Andrea Breth. Seine Darstellung des Sporner in Nestroys Zerrissenem wurde 2001 fürs Fernsehen aufgezeichnet.
Knebels große Bühne ist die kleinste des Burgtheaters, das Vestibül, in dem er mehrfach große persönliche Erfolge erzielen könnte – sei es in Solo-Programmen, wie dem Christian-Morgenstern-Abend Der Nachtschelm & das Siebenschwein (2003) und der Peter-Turrini-Lesung Endlich Schluss (2009), oder in theatralischen Experimenten, wie Bastian Krafts Schöner lügen – Hochstapler bekennen (2008) und Endstation Jonestown (2009), einem Abend von Nora Hertlein und Veronika Maurer nach Originaldokumenten zum Massenmord und Massenselbstmord in Jonestown.
2009 gastierte er als Steward in der Matthias-Hartmann-Inszenierung von Thomas Bernhards Immanuel Kant am Schauspielhaus Zürich. Diese Produktion übersiedelte im September desselben Jahres als Österreichische Erstaufführung ans Burgtheater. In Andrea Breths Hamlet-Inszenierung vom September 2013 (mit August Diehl in der Titelrolle) übernahm Knebel den 2. Totengräber und war einer der Schauspieler in Hamlets Truppe.

### Festspielauftritte
Bei den Salzburger Festspielen verkörperte er von 1996 bis 2001 den Dicken Vetter in Hofmannsthals Jedermann am Domplatz, das Fernsehen zeichnete diese Produktion im Jahr 2000 auf. 2002 und 2003 gastierte er in zwei Shakespeare-Produktionen bei den Sommerfestspielen Rosenburg, im Sommernachtstraum und als Pater Lorenzo in Romeo und Julia. Von 2004 bis 2009 wirkte Knebel bei den Festspielen Reichenau mit, 2009 übernahm er eine Hauptrolle im Musical High Society am Stadttheater Baden.
2011 war er der Hauptdarsteller in Bernd Roger Bienerts Kultproduktion The Puzzled Wife am Kosmos-Theater. 2012 spielte er – wiederum bei den Salzburger Festspielen – den Hennings in Andrea Breths exemplarischer Inszenierung von Kleists Prinz Friedrich von Homburg oder die Schlacht bei Fehrbellin im Landestheater. Diese Produktion übersiedelte danach ans Burgtheater, wo sie nach wie vor auf dem Spielplan steht.

## Film und Fernsehen
- 1981 Ich war noch nie in Amerika von Jutta Brückner
- 1993 Der Fall Lucona
- 1995 Der Schatten des Schreibers von Niki List (Max)
- 1996 Liebe, Leben, Tod (Betrunkener)
- 1999 Stella di mare – Hilfe, wir erben ein Schiff!
- 2000 Die Frau, die einen Mörder liebte
- 2000 Reusenheben von Henrik Schlottmann, Kurzfilm (Man)
- 2001 Die Gottesanbeterin
- 2004 Napola – Elite für den Führer, Regie: Dennis Gansel (Major Hendrichs)

### TV-Serien
- 1998–1999 Kaisermühlen Blues (in zwei Folgen)
- 2000 Julia – Eine ungewöhnliche Frau (Schatten der Vergangenheit: Detektiv)
- 2001 Kommissar Rex (Das Mädchen und der Mörder: Brandmeister Lorenz)
- 2003 Julia – Eine ungewöhnliche Frau (Mohn Amour: Prüfer)
- 2008 Der Winzerkönig (Dr. Gebhardt in zwei Folgen)

## Hörspiel
- Der arme Spielmann von Franz Grillparzer. Bearbeitung, Redaktion, Regie, Produktion: Christian Papke. Sprecher: Hans Dieter Knebel, Peter Matić, Peter Simonischek, Adina Vetter, Musik: Niki Geremus, Verlag: Lübbe Audio, 2008

## Belege
1. ↑  Wien: Hans Dieter Knebel wird Kammerschauspieler, nachtkritik.de vom 9. September 2022, abgerufen am 14. September 2022

| Personendaten    | Personendaten                               |
| ---------------- | ------------------------------------------- |
| NAME             | Knebel, Hans Dieter                         |
| KURZBESCHREIBUNG | deutscher Schauspieler und Burgschauspieler |
| GEBURTSDATUM     | 20. Jahrhundert                             |